# Boa Morte (São Tomé i Príncipe)
Boa Morte és una localitat de São Tomé i Príncipe. Es troba al districte d'Água Grande, al nord de l'illa de São Tomé. La seva població és de 2.945 (2008 est.).

## Evolució de la població
| 2001  | 2008  |
| 2.584 | 2.945 |